# Bernard Baudoux
Bernard Paul Arthur Baudoux (Soissons, 31 maggio 1928 – Monségur, 11 aprile 2024) è stato uno schermidore francese, specializzato nel fioretto, vincitore di una medaglia d'argento nella scherma ai Giochi olimpici.